# 23. Jahrhundert v. Chr.
Portal Geschichte | Portal Biografien | Aktuelle Ereignisse | Jahreskalender | Tagesartikel

◄ |
4. Jt. v. Chr. |
3. Jahrtausend v. Chr. | 2. Jt. v. Chr.  ►

◄ |
25. Jh. v. Chr. |
24. Jh. v. Chr. |
23. Jahrhundert v. Chr. |
22. Jh. v. Chr. |
21. Jh. v. Chr. |
►
Das 23. Jahrhundert v. Chr. begann am 1. Januar 2300 v. Chr. und endete am 31. Dezember 2201 v. Chr. Dies entspricht dem Zeitraum 4250 bis 4151 vor heute oder dem Intervall 3840 bis 3782 Radiokohlenstoffjahre.

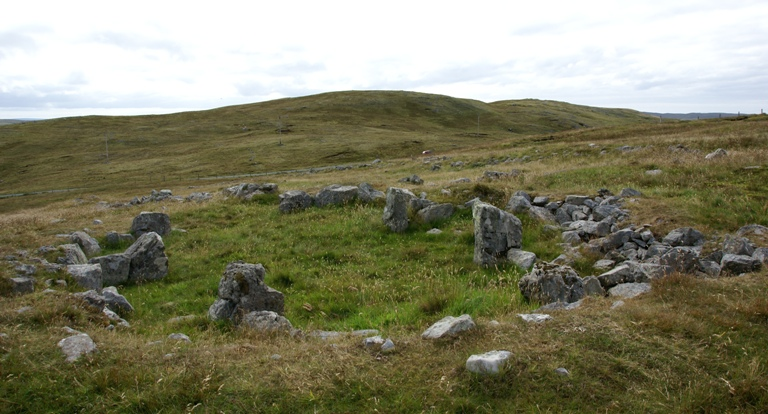
Die jungsteinzeitliche Ansiedlung Scord of Brouster auf den Shetlandinseln

## Zeitalter/Epoche
- Subboreal (3710 bis 450 v. Chr.).
- Endneolithikum (2800 bis 2200 v. Chr.) in Mitteleuropa.
- Beginn der Frühen Bronzezeit im südlichen Mitteleuropa (ab 2300 v. Chr.).
- In Mesopotamien endet die Frühdynastische Periode.

## Ereignisse/Entwicklungen
- 23. Jahrhundert v. Chr.:

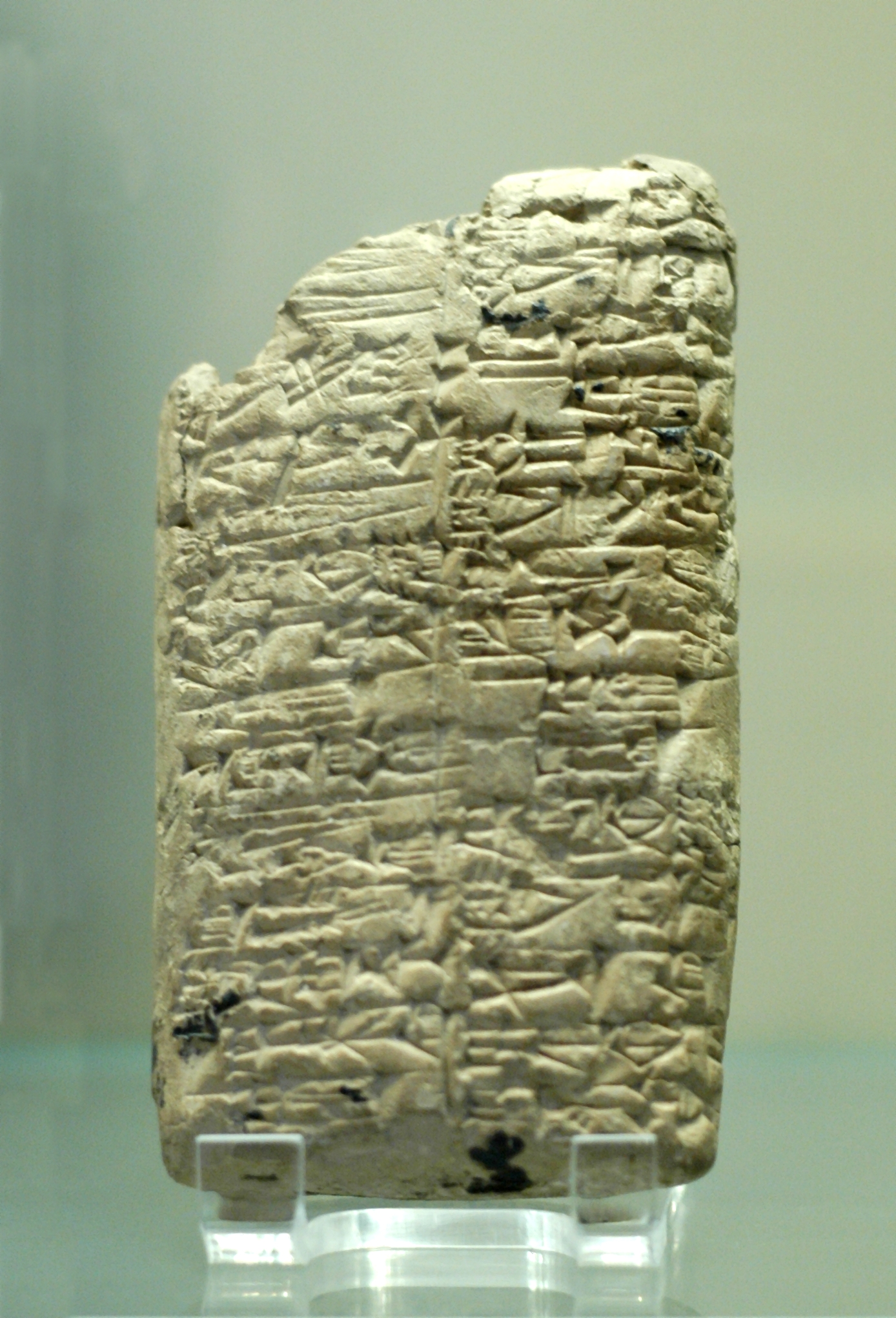
Siegestafel des Rimush über Abalgamaš und die verbündeten Elamiter

  - Die Sumerische Sprache wird allmählich vom Akkadischen verdrängt.
  - In Assyrien Beginn der Ersten Dynastie („17 Könige, die in Zelten lebten“).
  - Die akkadischen Könige Maništušu und Naram-Sin führten Feldzüge gegen Magan (heute Oman). Ziel der Expeditionen waren die Beschaffungen von Rohstoffen, insbesondere Kupfer. Magan wurde schließlich von Naram-Sin unterworfen.[1][2]
  - Die Zitadelle von Arbil, der am längsten durchgängig besiedelte Ort der Welt, wird in den Keilschrifttafeln von Ebla erstmals erwähnt.
  - Eindringen der aus Anatolien und Armenien stammenden Amurriter nach Syrien und Phönizien. Zusammenbrechen der levantinischen Stadtstaaten Ebla, Megiddo, Yarmuth, Ai und Bet Yerah. Die Amurriter werden erstmals 2240 v. Chr. von Naram-Sin im Nordsyrischen Raum bekämpft.
- Um 2300 v. Chr.:
  - Die Metallverarbeitung erreicht Nordeuropa.
- 2291 v. Chr.:
  - Teti II. wird von einem Leibwächter ermordet. Ihm folgen Userkare, der nur kurzzeitig regiert, und sein Sohn Pepi I.
- Um 2270 v. Chr.:
  - Der akkadische König Rimuš besiegt Abalgamaš, den König von Marhasi und die mit ihm verbündeten elamischen Städte.
- 2266 v. Chr.:
  - Ididiš begründet die Statthalter(šakkanakku)-Periode in Mari.
- Um 2250 v. Chr.:
  - Das elamische Susa wird ins Akkadische Reich eingegliedert.
- Um 2240 v. Chr.:
  - Akkad, die Hauptstadt des Akkadischen Reiches, überflügelt  das ägyptische Memphis und wird zur bevölkerungsreichsten Stadt der damaligen Welt.
  - Erste Zerstörung Eblas.
- Um 2220 v. Chr.:
  - Scord of Brouster, eine jungsteinzeitliche Siedlung auf den Shetlandinseln entsteht.
- 2218/2215 v. Chr.:
  - Das Akkadische Reich wird von den Gutäern erobert.

Alter Orient um 2300 v. Chr.: Altes Reich in Ägypten; Hauptphase des Pyramidenbaus, Sargon macht Akkad zur Großmacht, Einfall in Elam

## Naturereignisse und -katastrophen
- 2222/2221 v. Chr.:
  - In Shanxi in China ereignet sich ein starkes Erdbeben, das 5,5 auf der Richterskala erreicht. Die Zahl der Opfer ist nicht bekannt.
- 2215 v. Chr.:
  - Auftauchen des Kometen Hale-Bopp.
- Um 2200 v. Chr.:
  - In Bubastis in Ägypten lassen archäologische Analysen auf ein Erdbeben schließen.

## Bauwerke
- 2309 bis 2223 v. Chr.:

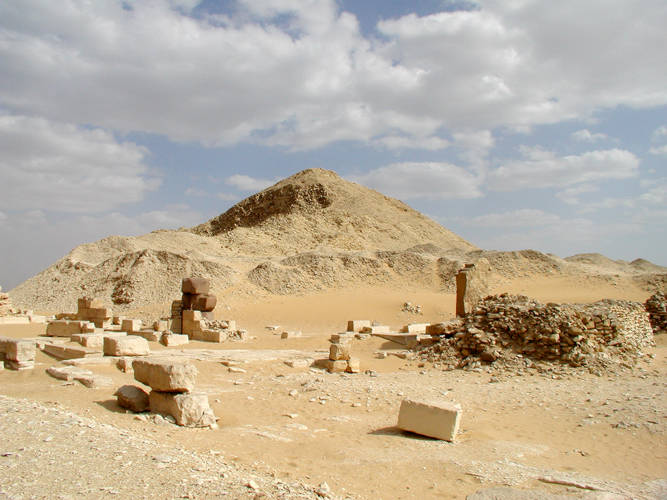
Überreste der Pepi-II.-Pyramide

  - Zur Salzgewinnung und zu Thermalzwecken werden bei Foissy-lès-Vézelay im heutigen französischen Département Yonne Auffangbecken der Les Fontaines Salées angelegt.
- Ab zirka 2270 bis 2250 v. Chr.:
  - In Sakkara-Süd entsteht der Pyramidenkomplex des Pepi I.
  - Unter Pepi I. werden Tempel in Bubastis, Abydos, Dendera und Koptos gegründet.
- 2250 bis 2245 v. Chr.:
  - Ebenfalls in Sakkara-Süd wird die Merenre-Pyramide erbaut.
- Um 2200 v. Chr.:
  - Beginn der Arbeiten an der Pepi-II.-Pyramide in Sakkara-Süd.
  - Tempel des Pepi II. in Byblos, der die Existenz einer bedeutenden ägyptischen Kolonie in der Levante unterstreicht.

## Kunst und Kultur

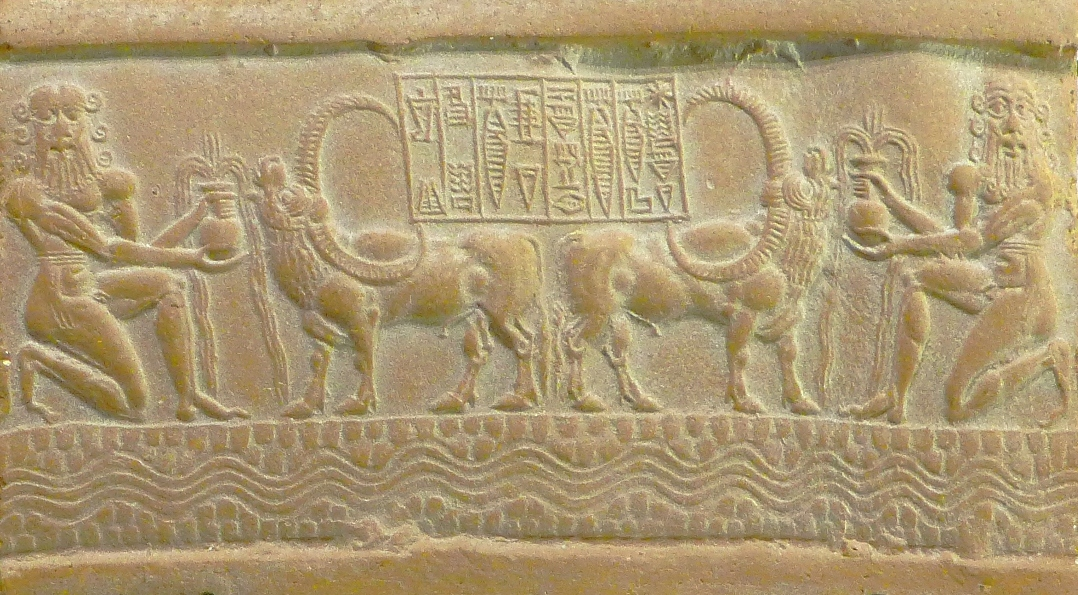
Rollsiegel N° 24 des Ibni-sharrum, Schreiber von Šar-kali-šarri

- Während der Akkadzeit erfolgt ein deutlicher Umbruch in der Ausführung von Kunstgegenständen in Mesopotamien. Der neue, am Hof von Akkad entwickelte Stil breitet sich über sämtliche Städte des Akkadischen Reiches aus.
- Das Rollsiegel des Schreibers von Šar-kali-šarri, Ibni-sharrum, stellt einen Höhepunkt in der künstlerischen Qualität der Gravur dar, welchen auch spätere Anfertigungen nicht mehr übertreffen.

## Persönlichkeiten

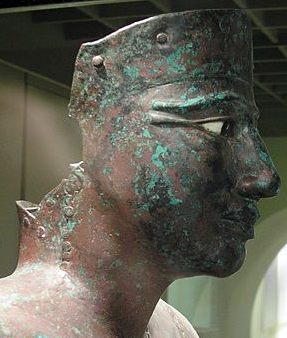
Statue Pepi I.

Hinweis: Die Regierungsjahre lassen sich in diesem Jahrhundert noch nicht genau bestimmen. Von daher handelt es sich um ungefähre Schätzungen.

### Pharaonen von Ägypten

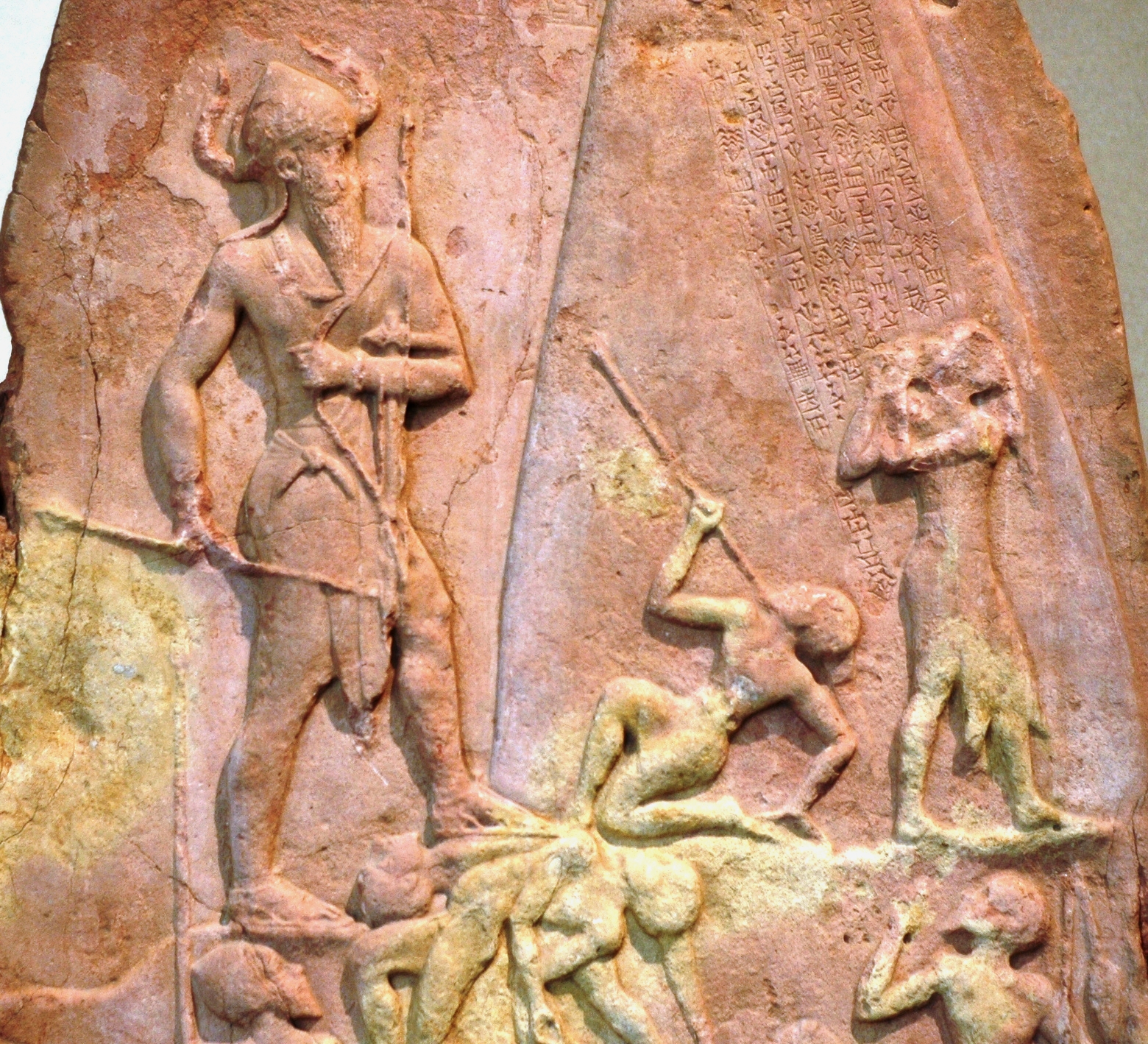
Naram-Sin Stele

6. Dynastie:
- Userkare (um 2300 v. Chr.)
- Pepi I. (2295–2250 v. Chr.)
- Merenre (2250–2245 v. Chr.)
- Pepi II. (2245–2180 v. Chr.)

### Könige von Akkad
- Sargon (2356–2300 v. Chr., auch 2334 bis 2279 v. Chr.)
- Maništušu (2299–2284 v. Chr.)
- Rimuš (2283–2274 v. Chr.)
- Naram-Sin (2273–2219 v. Chr.)
- Šar-kali-šarri (2218–2193 v. Chr.)

### König von Elam
- Puzur-Inšušinak (um 2240 v. Chr.)

### Sonstige
- En-hedu-anna (2334–? v. Chr. / 2270–? v. Chr.). Die Tochter des Sargon von Akkad war Hohepriesterin von Ur (Stadt) und zugleich älteste durch überlieferte Schriften bekannte Autorin.

## Archäologische Kulturen

### Kulturen in Nordafrika
- Ägypten:
  - Altes Reich:
    - 6. Dynastie (2345/2318 bis 2216/2180 v. Chr.)

### Kulturen in Mesopotamien und im Nahen Osten
- Mesopotamien:
  - Kiš:
    - 5. Dynastie: (2370 bis 2230 v. Chr.)

  - Akkadzeit: (2340/2316 bis 2200 v. Chr.)
- Iran:
  - Dschiroft-Kultur (4000 bis 1000 v. Chr.)
  - Schahr-e Suchte IV (2300 bis 2100 v. Chr.)
  - Elam: Altelamische Zeit (2700 bis 1600 v. Chr.)
  - Susa IV B (2400 bis 2100 v. Chr.)
  - Tepe Yahya IV A (2500 bis 2200 v. Chr.), elamisch?
- Syrien:
  - Tell Brak (6000 bis 1360 v. Chr.)
  - Tall Leilan (5000 bis 1726 v. Chr.) – Phase IIa, IIb3 und IIb2
  - Tell Chuera (5000 bis 1200 v. Chr.)
  - Tell Hamoukar (4500 bis 2000 v. Chr.)
  - Vorläufiges Ende Eblas, das 2240 v. Chr. zum ersten Mal zerstört wird
- Türkei:
  - Mahmatlar (2300 bis 2000 v. Chr.)
  - Troja:
    - Troja II (2550 bis 2200 v. Chr.)

- Bahrain:

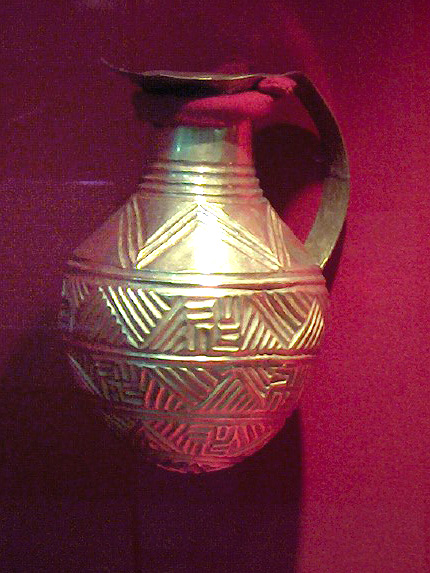
Goldener Krug aus Mahmatlar, 2300 bis 2000 v. Chr.

  - Dilmun-Kultur (3000 bis 600 v. Chr.)

### Kulturen in Ostasien
- China:
  - Yangshao-Kultur (5000 bis 2000 v. Chr.), Zentral- und Nordchina
  - Yingpu-Kultur (3500 bis 2000 v. Chr.) in Taiwan
  - Verschwinden der Liangzhu-Kultur (3400/3300 bis 2200 v. Chr.) in Südostchina
  - Longshan-Kultur (3200 bis 1850 v. Chr.) am mittleren und unteren Gelben Fluss
  - Karuo-Kultur (3200 bis 2000 v. Chr.) in China und Tibet
  - Majiayao-Kultur (3000 bis 2000 v. Chr.) am oberen Gelben Fluss
  - Xiaoheyan-Kultur (3000 bis 2000 v. Chr.) in der Inneren Mongolei
  - Tanshishan-Kultur (3000 bis 2000 v. Chr.) in Fujian
  - Shijiahe-Kultur (2600 bis 2000 v. Chr.) am mittleren Jangtsekiang
  - Banshan-Machang-Kultur (2500 bis 2000 v. chr.) am oberen Gelben Fluss
  - Baodun-Kultur (2500 bis 1700 v. Chr.) in Sichuan
  - Keshengzhuang-II-Kultur (2300 bis 2000 v. Chr.)
- Korea:
  - Mittlere Jeulmon-Zeit (3500 bis 2000 v. Chr.)
  - Go-Joseon (2333 bis 108 v. Chr.)
- Japan:
  - Mittlere Jōmon-Zeit – Jōmon IV (3000 bis 2000 v. Chr.)
- Vietnam:
  - Đa-Bút-Kultur (4000 bis 1700 v. Chr.)
  - Hồng-Bàng-Dynastie (2879 bis 258 v. Chr.)

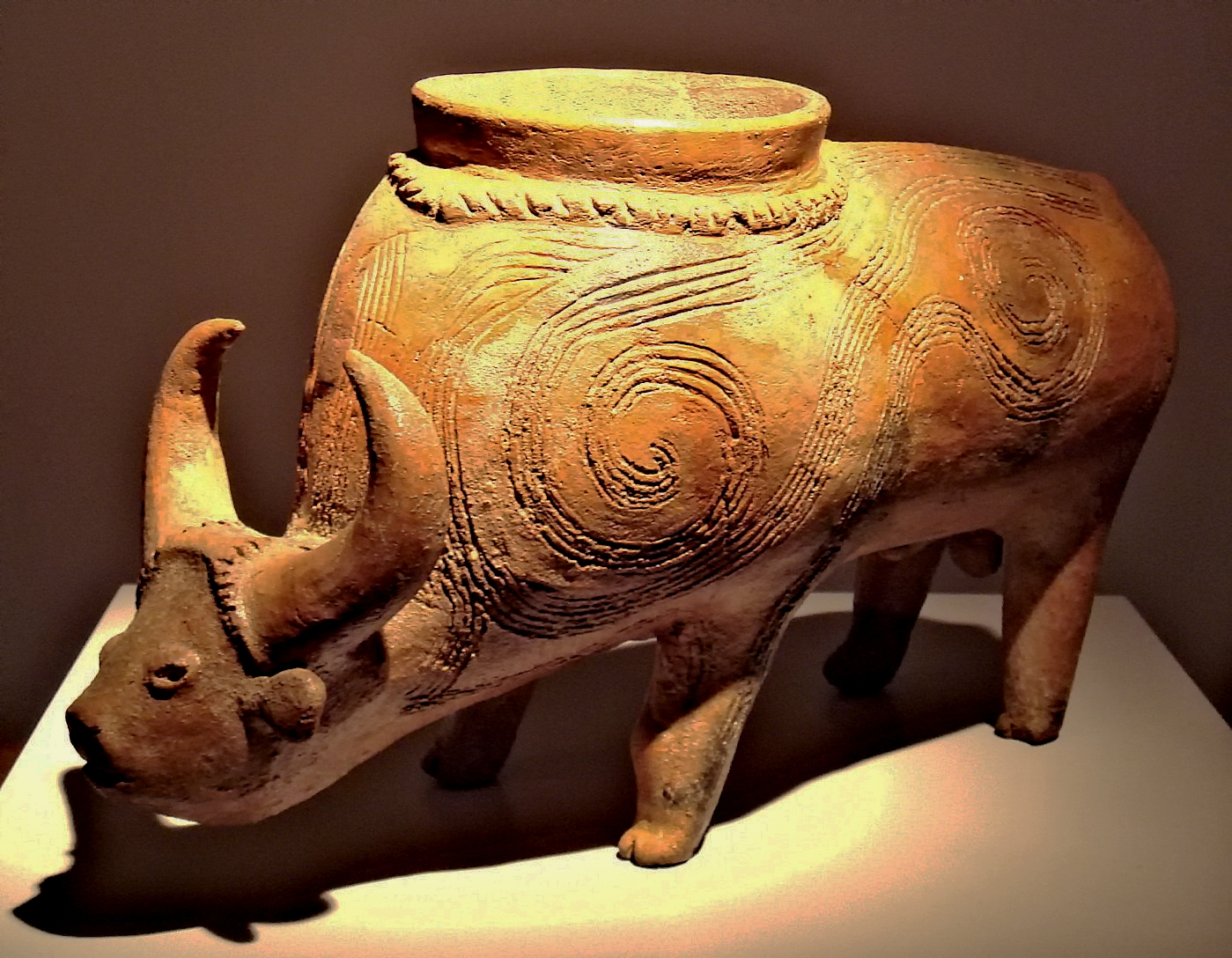
Wasserbüffel aus Lopburi, Thailand, 2300 v. Chr.

### Kulturen in Südasien
- Industal:
  - Indus-Kultur: Harappa-Phase
    - Harappa 3B (2450 bis 2200 v. Chr.)
- Belutschistan:
  - Mehrgarh: Periode VII (ab 2600 bis 2200 v. Chr.), die Stadt wird weitgehend verlassen
  - Verschwinden der Nal-Kultur (3800 bis 2200 v. Chr.)

### Kulturen in Europa
- Nordeuropa:
- Bootaxtkultur (4200 bis 2000 v. Chr.) in Skandinavien und  im Baltikum
- Nordosteuropa:
  - Grübchenkeramische Kultur (4200 bis 2000 v. Chr. – Radiokarbonmethode: 5600 bis 2300 v. Chr.) in Norwegen, Schweden, Baltikum, Russland und Ukraine
  - Rzucewo-Kultur (5300 bis 1750 v. Chr.) im Baltikum und Polen
  - Narva-Kultur (5300 bis 1750 v. Chr.) in Estland, Lettland und Litauen
- Osteuropa:
  - Kura-Araxes-Kultur (3500/3000 bis 2000/1900 v. Chr.) im Kaukasus
  - Poltavka-Kultur (2700 bis 2100 v. Chr.) an der mittleren Wolga
  - Potapovka-Kultur (2500 bis 2000 v. Chr.) an der mittleren Wolga
  - Katakombengrab-Kultur (2500 bis 2000 v. Chr.) in Russland und in der Ukraine
  - Abaschewo-Kultur (2500 bis 1800 v. Chr.) in Nordrussland

- Südosteuropa:
  - Griechenland:

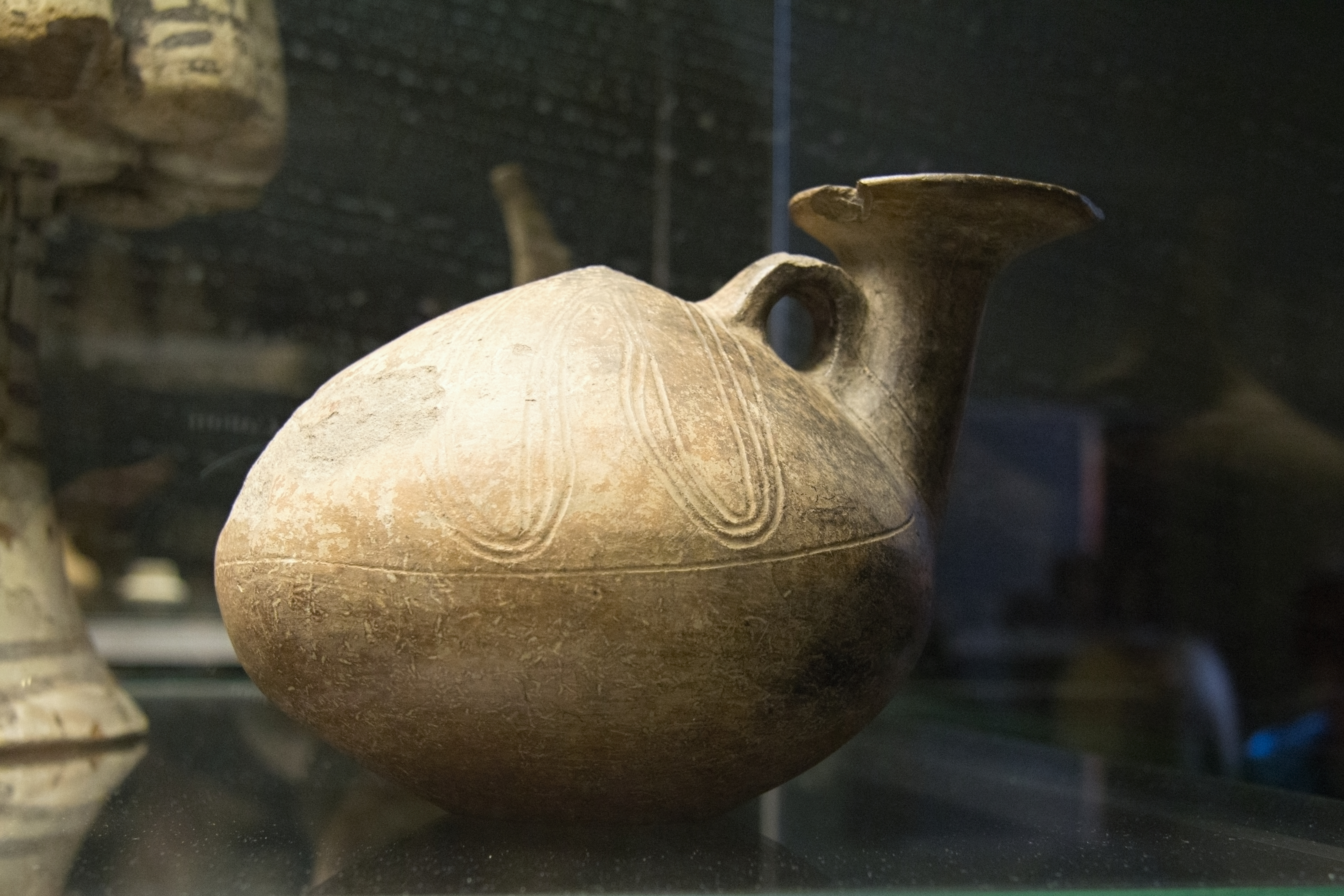
So genannte „Entenvase“ aus Milos, Philakopi I, 2300 bis 2000 v. Chr.

    - Griechisches Festland, Frühhelladische Phase FH II (2700 bis 2200 v. Chr.)
    - Kykladenkultur (3200 bis 1100 v. Chr.), Frühkykladische Phase FK II (2700 bis 2200 v. Chr.)
      - Kastri-Kultur (2400 bis 2100 v. Chr.) auf den Kykladen, Euböa, Attika und in Böotien
      - Phylakopi-Kultur – Phylakopi I (2300 bis 2000 v. Chr.) auf Milos

  - Kreta:
    - Frühminoische Vorpalastzeit FM II (2700 bis 2200 v. Chr.)

  - Zypern:
    - Philia-Kultur (2500 bis 2000 v. Chr.)

- Mitteleuropa:

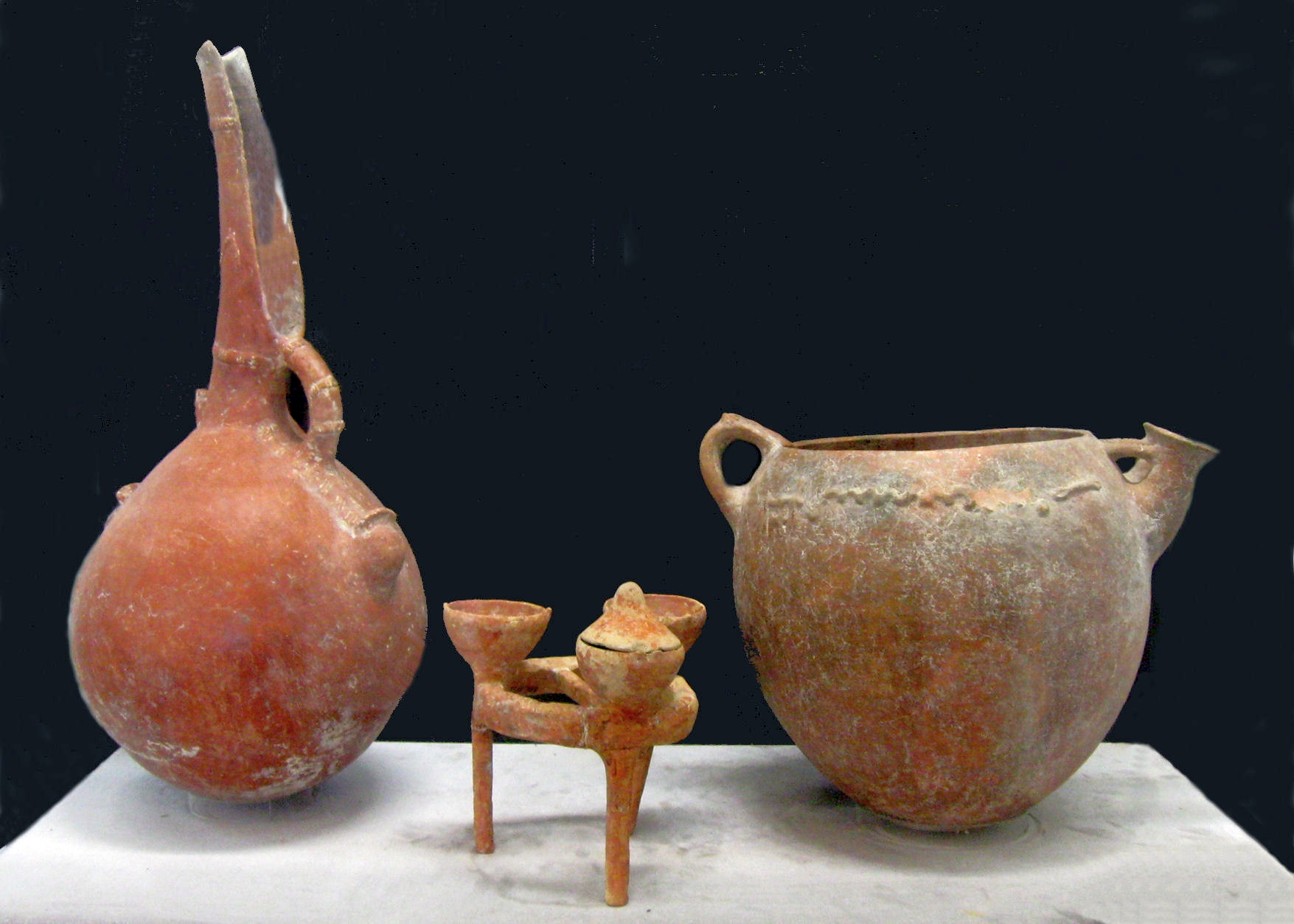
Rotpolierte Ware aus Enkomi, Nordzypern, 2300 bis 2075 v. Chr.

  - Vlaardingen-Kultur (3350 bis 1950 v. Chr.) in den Niederlanden
  - Schönfelder Kultur (2900 bis 2100 v. Chr.) in Deutschland und Tschechien
  - Schnurkeramische Kultur (2800 bis 2200 v. Chr.) in Mitteleuropa, Baltikum und Russland geht zu Ende
  - Verschwinden der Glockenbecherkultur (2600 bis 2200 v. Chr. in Mittel, West und Südeuropa); sie überdauert jedoch in Großbritannien noch bis 1800 v. Chr.
  - Beginn der Aunjetitzer Kultur (2300 bis 1550 v. Chr.) in Deutschland, Tschechien, Slowakei und in Österreich
- Westeuropa:
  - Kultur der Grooved Ware in Großbritannien und Irland (3400 bis 2000 v. Chr.)
  - Seine-Oise-Marne-Kultur (3100 bis 2000 v. Chr.) in Nordfrankreich und Belgien
  - Peu-Richard-Kultur (2850 bis 2150 v. Chr.) im zentralen Westfrankreich – Endstufe Peu-Richard Final
  - Artenac-Kultur (2500 bis 2000 v. Chr.) in West- und Südwestfrankreich
  - Megalithkulturen:
    - Frankreich (4700 bis 2000 v. Chr.)
    - Iberische Halbinsel (4000 bis 2000 v. Chr.): Spanien und Portugal
      - Los Millares (3200 bis 1800 v. Chr.)
      - Vila Nova de São Pedro (2700 bis 1300 v. Chr.)

    - Britische Inseln (ab 3800 v. Chr.)
      - Stonehenge:
        - Stonehenge III (2400 bis 2280 v. Chr.)
        - Stonehenge IV (2280 bis 1930 v. Chr.)

    - Malta: Nekropole von Tarxien (2500 bis 1500 v. Chr.)

### Kulturen in Amerika
- Grönland:
  - Independence-I-Kultur (2400/2300 bis 1000 v. Chr.)
  - Saqqaq-Kultur (2400 bis 900 v. Chr.)
- Nord- und Zentralamerika:
  - Archaische Periode. Errichtung von Mounds in den östlichen Waldgebieten ab 4000 v. Chr.
- Südamerika:
  - Chinchorro-Kultur (7020 bis 1500 v. Chr.) in Nordchile und Südperu
  - Valdivia-Kultur (3950 bis 1750 v. Chr.) in Ecuador
  - Norte-Chico-Kultur (3500 bis 1800 v. Chr.) in Peru mit
    - Caral (ab 3000 v. Chr.), Präkeramikum IV – VI

  - San-Agustín-Kultur (3300 v. Chr. bis 1550 n. Chr.)  in Kolumbien